# Coppa di Romania 2022-2023 (pallavolo femminile)
La Coppa di Romania 2022-2023, 17ª edizione della coppa nazionale femminile di pallavolo, si è svolta dal 26 ottobre 2022 al 14 maggio 2023: al torneo hanno partecipato undici squadre di club rumene e la vittoria finale è andata per la prima volta al Lugoj.

## Formula
La formula ha previsto ottavi di finale, quarti di finale, entrambe giocate con gara di andata e ritorno, semifinali e finale.

## Squadre partecipanti
- Alba-Blaj
- Argeș Pitești
- CSM Bucarest
- Dinamo Bucarest
- Lugoj
- Rapid Bucarest

- Universitatea Cluj
- Universitatea Craiova
- Știința Bacău
- Târgoviște
- Voluntari

## Torneo

### Tabellone
|  | Ottavi di finale      | Ottavi di finale | Ottavi di finale |  |  | Quarti di finale | Quarti di finale | Quarti di finale |   |  | Semifinali      | Semifinali |            |   | Finale | Finale |  |
|  |                       |                  |                  |  |  |                  |                  |                  |   |  |                 |            |            |   |        |        |  |
|  |                       |                  |                  |  |  | Alba-Blaj        | 3                | 3                |   |  |                 |            |            |   |        |        |  |
|  |                       |                  |                  |  |  | CSM Bucarest     | 0                | 0                |   |  |                 |            |            |   |        |        |  |
|  |                       |                  |                  |  |  |                  |                  |                  |   |  | Alba-Blaj       | 2          |            |   |        |        |  |
|  | Știința Bacău         | 1                | 0                |  |  |                  |                  | Lugoj            | 3 |  |                 |            |            |   |        |        |  |
|  | Argeș Pitești         | 3                | 3                |  |  | Argeș Pitești    | 0                | 0                |   |  |                 |            |            |   |        |        |  |
|  |                       |                  |                  |  |  | Lugoj            | 3                | 3                |   |  |                 |            |            |   |        |        |  |
|  |                       |                  |                  |  |  |                  |                  |                  |   |  | Lugoj           | 3          |            |   |        |        |  |
|  | Dinamo Bucarest       | 3                | 3                |  |  |                  |                  |                  |   |  |                 |            | Târgoviște | 1 |        |        |  |
|  | Universitatea Craiova | 1                | 0                |  |  | Dinamo Bucarest  | 3                | 1                |   |  |                 |            |            |   |        |        |  |
|  |                       |                  |                  |  |  | Voluntari        | 0                | 3                |   |  |                 |            |            |   |        |        |  |
|  |                       |                  |                  |  |  |                  |                  |                  |   |  | Dinamo Bucarest | 2          |            |   |        |        |  |
|  | Universitatea Cluj    | 0                | 0                |  |  |                  |                  | Târgoviște       | 3 |  |                 |            |            |   |        |        |  |
|  | Rapid Bucarest        | 3                | 3                |  |  | Rapid Bucarest   | 1                | 2                |   |  |                 |            |            |   |        |        |  |
|  |                       |                  |                  |  |  | Târgoviște       | 3                | 3                |   |  |                 |            |            |   |        |        |  |

### Risultati

#### Ottavi di finale

##### Andata
| 26 ottobre 2022 Sala Sporturilor Horia Demian, Cluj-Napoca Durata: 0h:53 - Spettatori: 250 | Universitatea Cluj | 0 - 3 | Rapid Bucarest        | 10/25 13/25 11/25       |
| 26 ottobre 2022 Sala Polivalentă Dinamo, Bucarest Durata: 1h:43 - Spettatori: 300          | Dinamo Bucarest    | 3 - 1 | Universitatea Craiova | 25/18 25/22 23/25 25/16 |
| 7 dicembre 2022 Sala Sporturilor, Bacău Durata: 1h:32 - Spettatori: 150                    | Știința Bacău      | 1 - 3 | Argeș Pitești         | 13/25 25/22 20/25 15/25 |

##### Ritorno
| 27 ottobre 2022 Sala Sporturilor Horia Demian, Cluj-Napoca Durata: 0h:56 - Spettatori: 300 | Rapid Bucarest        | 3 - 0 | Universitatea Cluj | 25-11, 25-15, 25-14 |
| 16 dicembre 2022 Sala Polivalentă, Craiova Durata: 1h:14 - Spettatori: 40                  | Universitatea Craiova | 0 - 3 | Dinamo Bucarest    | 18-25, 18-25, 21-25 |
| 21 dicembre 2022 Sala Sporturilor Trivale, Pitești Durata: 1h:11 - Spettatori: 57          | Argeș Pitești         | 3 - 0 | Știința Bacău      | 25-14, 27-25, 25-21 |

#### Quarti di finale

##### Andata
| 7 marzo 2023 Sala Sporturilor Trivale, Pitești Durata: 1h:10 - Spettatori: 250   | Argeș Pitești   | 0 - 3 | Lugoj        | 17-25, 11-25, 23-25        |
| 8 marzo 2023 Sala Polivalentă Rapid, Bucarest Durata: 1h:41 - Spettatori: 150    | Rapid Bucarest  | 1 - 3 | Târgoviște   | 19-25, 25-22, 26-28, 15-25 |
| 8 marzo 2023 Sala Polivalentă Dinamo, Bucarest Durata: 1h:18 - Spettatori: 300   | Dinamo Bucarest | 3 - 0 | Voluntari    | 25-21, 25-23, 25-14        |
| 8 marzo 2023 Sala de Sport Timotei Cipariu, Blaj Durata: 1h:05 - Spettatori: 350 | Alba-Blaj       | 3 - 0 | CSM Bucarest | 25-14, 25-20, 25-10        |

##### Ritorno
| 12 aprile 2023 Sala Ioan Kunst Ghermănescu, Lugoj Durata: 1h:00 - Spettatori: 600     | Lugoj        | 3 - 0 | Argeș Pitești   | 25-19, 25-17, 25-14               |
| 12 aprile 2023 Sala Polivalentă, Târgoviște Durata: 1h:53 - Spettatori: 300           | Târgoviște   | 3 - 2 | Rapid Bucarest  | 21-25, 23-25, 25-13, 25-11, 15-10 |
| 18 marzo 2023 Sala de Sport Gabriela Szabo, Voluntari Durata: 1h:55 - Spettatori: 100 | Voluntari    | 3 - 1 | Dinamo Bucarest | 25-22, 23-25, 25-16, 26-24        |
| 17 marzo 2023 Sala de Sport Elite, Bucarest Durata: 1h:08 - Spettatori: 150           | CSM Bucarest | 0 - 3 | Alba-Blaj       | 10-25, 15-25, 21-25               |

#### Semifinali
| 13 maggio 2023 Sala Sporturilor, Mioveni Durata: 2h:04 - Spettatori: 200 | Alba-Blaj       | 2 - 3 | Lugoj      | 24-26, 20-25, 26-24, 25-15, 11-15 |
| 13 maggio 2023 Sala Sporturilor, Mioveni Durata: 2h:01 - Spettatori: 250 | Dinamo Bucarest | 2 - 3 | Târgoviște | 13-25, 11-25, 25-17, 25-17, 12-15 |

#### Finale
| 14 maggio 2023 Sala Sporturilor, Mioveni Durata: 1h:57 - Spettatori: 1 105 | Lugoj | 3 - 1 | Târgoviște | 25-16, 26-24, 22-25, 25-21 |

## Statistiche
| Rendimento individuale | Rendimento individuale | Rendimento individuale | Rendimento individuale |
| Pos.                   | Nome                   | Punti                  | Squadra                |
| ---------------------- | ---------------------- | ---------------------- | ---------------------- |
| 1                      | Jelena Vulin           | 80                     | Dinamo Bucarest        |
| 2                      | Ana Bjelica            | 71                     | Târgoviște             |
| 3                      | Mira Todorova          | 66                     | Târgoviște             |
| 4                      | Gabriela Bălae         | 55                     | Dinamo Bucarest        |
| 4                      | Jovana Mirosavljević   | 55                     | Târgoviște             |

| Attacchi vincenti | Attacchi vincenti    | Attacchi vincenti | Attacchi vincenti |
| Pos.              | Nome                 | Punti             | Squadra           |
| ----------------- | -------------------- | ----------------- | ----------------- |
| 1                 | Jelena Vulin         | 69                | Dinamo Bucarest   |
| 2                 | Ana Bjelica          | 55                | Târgoviște        |
| 3                 | Jovana Mirosavljević | 50                | Târgoviște        |
| 4                 | Jelyzaveta Ruban     | 48                | Lugoj             |
| 5                 | Gabriela Bălae       | 46                | Dinamo Bucarest   |

| Muri vincenti | Muri vincenti     | Muri vincenti | Muri vincenti   |
| Pos.          | Nome              | Punti         | Squadra         |
| ------------- | ----------------- | ------------- | --------------- |
| 1             | Mira Todorova     | 20            | Târgoviște      |
| 2             | Jovana Kocić      | 11            | Alba-Blaj       |
| 2             | Borislava Săjkova | 11            | Argeș Pitești   |
| 4             | Nathalie Lemmens  | 9             | Dinamo Bucarest |
| 5             | Ana Bjelica       | 8             | Târgoviște      |
| 5             | Yelennis Díaz     | 8             | Argeș Pitești   |
| 5             | Georgiana Faleş   | 8             | Alba-Blaj       |
| 5             | Ana Cazacu        | 8             | Dinamo Bucarest |
| 5             | Roxana Roman      | 8             | Lugoj           |

| Battute vincenti | Battute vincenti  | Battute vincenti | Battute vincenti |
| Pos.             | Nome              | Punti            | Squadra          |
| ---------------- | ----------------- | ---------------- | ---------------- |
| 1                | Merelin Nikolova  | 10               | Argeș Pitești    |
| 2                | Ana Bjelica       | 8                | Târgoviște       |
| 2                | Nathalie Lemmens  | 8                | Dinamo Bucarest  |
| 2                | Borislava Săjkova | 8                | Argeș Pitești    |
| 5                | Jelena Vulin      | 7                | Dinamo Bucarest  |